# Frisches Haff
Das Frische Haff (polnisch Zalew Wiślany, russisch Калининградский залив Kaliningradski saliw) ist ein Haff der Ostsee, das im Norden zur russischen Oblast Kaliningrad und im Süden zu Polen gehört.

## Geographie
Das Frische Haff beginnt etwa 40 Kilometer östlich von Danzig bei Elbląg (dt. Elbing) in der historischen Region Westpreußen und erstreckt sich von dort aus 70 bis 80 Kilometer weit in nordöstlicher Richtung bis zur Stadt Primorsk (dt. Fischhausen) an der Primorsker Bucht in der historischen Region Ostpreußen.
Mit einer Fläche von 838 km² ist das Frische Haff etwa anderthalb mal so groß wie der Bodensee. Zu Polen gehören 328 km², zu Russland 510 km² des Haffs. Bei etwa 90 Kilometern Länge ist das Haff 7 bis 15 km breit und nur 3 bis 6 Meter tief (tiefste Stelle auf polnischem Gebiet: 4,40 Meter). Der 70 Kilometer lange und zwei Kilometer breite Festland-Streifen der Frischen Nehrung trennt das Haff von der Danziger Bucht. Der einzige Durchlass zwischen dem Haff und der Ostsee war jahrhundertelang das 380 m breite und 3–5 m tiefe Pillauer Tief beim (russischen) Baltijsk (Pillau); ein 1,3 km langer Kanal durch die Frische Nehrung auf polnischer Seite wurde am 17. September 2022 eröffnet.
In das Haff münden die Nogat, der Elbing, die Passarge, der Frisching und der Pregel.
Die bedeutendsten Städte am oder in unmittelbarer Nähe zum Frischen Haff sind Kaliningrad (Königsberg) und Baltijsk in der russischen Oblast Kaliningrad sowie Elbląg in der polnischen Woiwodschaft Ermland-Masuren.

## Name

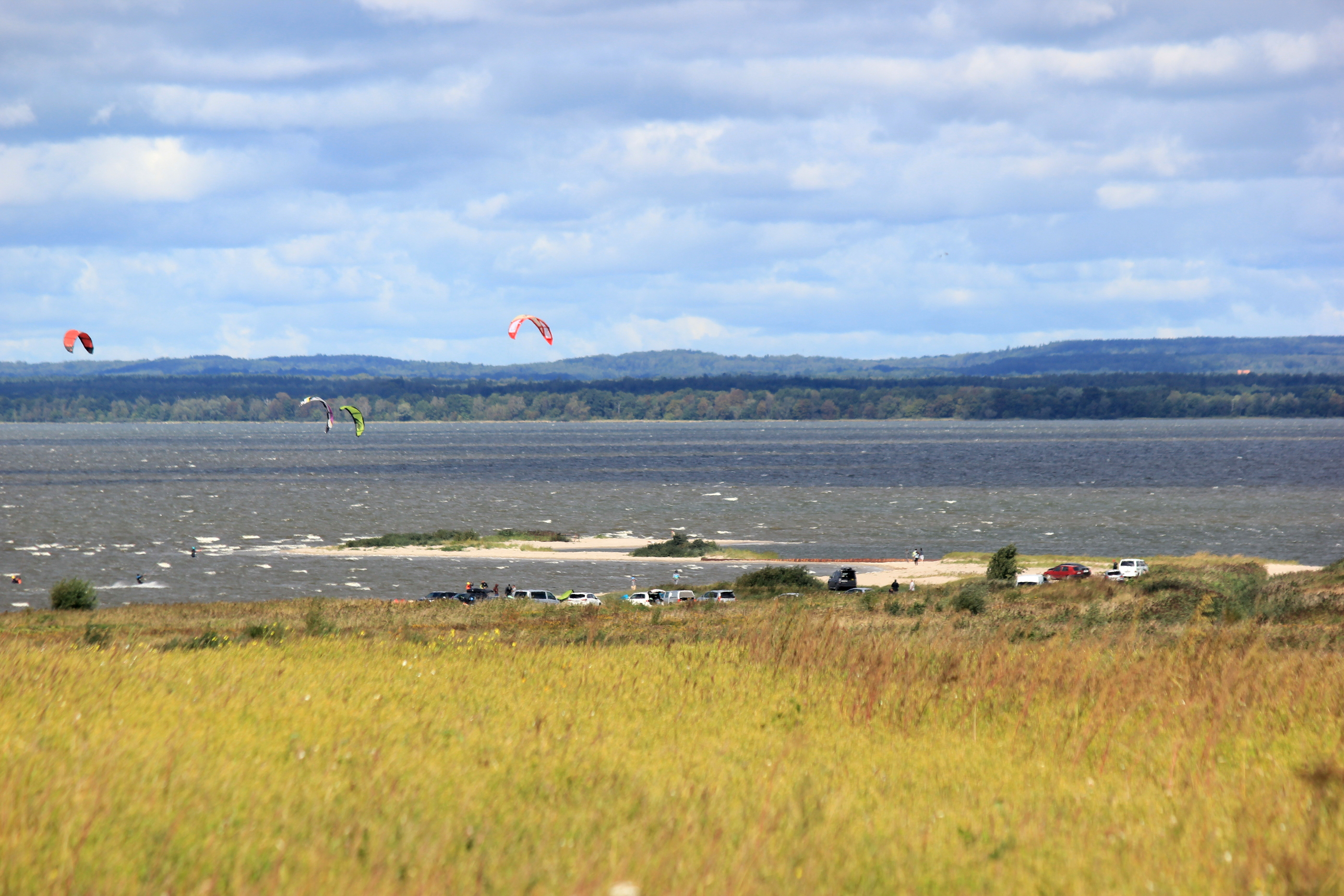
Nordöstliches Haff und Alkgebirge

Zeitweise hieß das Haff auch „Friesisches Haff“. Die Bezeichnung stammt von den ersten deutschen Siedlern auf der Nehrung, den Friesen. Der Begriff wurde im Laufe der Zeit zu „Fries’sches Haff“ und später zu „Frisches Haff“. In dem Buch Speculum Germaniae oder ein kurtzer geographischer Bericht von dem gesammten Teutschland von 1676 wird die Lage von Fischhausen, Frauenburg oder Tolkemit am frischen Haff erwähnt. Meyers Großes Konversations-Lexikon von 1907 erwähnt den Frisching, einen Zufluss des Haffs, als Namensgeber.
Auf russisch heißt das Frische Haff Калининградский залив, Kaliningradski saliw (Kaliningrader Bucht) und auf polnisch Zalew Wiślany (Weichsel-Bucht).

## Geschichte
In den Jahren 1924 bis 1939 kam es zum epidemieartigen Auftreten einer Fischvergiftung im nördlichen Teil des Haffs, die heute weltweit als Haffkrankheit (englisch Haff disease) bezeichnet wird.
Bis 1945 gehörten das Frische Haff und die Frische Nehrung zum Deutschen Reich. Als die Rote Armee am Ende des Zweiten Weltkriegs nach Westen vordrang, schnitt sie zehntausenden ostpreußischen Flüchtlingen den Landweg ab, weshalb diese den Weg über das zugefrorene Frische Haff nahmen. Tausende erfroren, starben durch sowjetischen Maschinengewehrbeschuss oder auch durch Bombardierungen der Eisdecke.
Nach Kriegsende wurde die südliche Hälfte Ostpreußens von der sowjetischen Besatzungsmacht gemäß dem Potsdamer Abkommen unter polnische Verwaltung gestellt. Quer durch das Frische Haff verläuft deshalb heute die Grenze zwischen der polnischen Woiwodschaft Ermland-Masuren und der russischen Exklave Kaliningrad.

## Amtsbezirke Frisches Haff
Zwischen 1874 und 1945 bestanden rund um das Frische Haff fünf (nach 1939 noch vier) Amtsbezirke, die anteilig den fünf bzw. vier anliegenden Landkreisen zugehörig waren. Jedem dieser Amtsbezirke wurde am 27. Juni 1884 ein Gutsbezirk zugeordnet, der fast immer unbewohnt war:
- Amtsbezirk Frisches Haff, Anteil Kreis Braunsberg (heute polnisch Braniewo)[4]
- Amtsbezirk Frisches Haff, Anteil Kreis Elbing (polnisch Elbląg)[5]
- Amtsbezirk Frisches Haff, Anteil Kreis Fischhausen (heute russisch Primorsk)[6]
- Amtsbezirk Frisches Haff, Anteil Kreis Heiligenbeil (russisch Mamonowo)[7]
- Amtsbezirk Frisches Haff, Anteil Kreis Königsberg i. Pr. (russisch Kaliningrad)[8]

Am 1. April 1939 fusionierten die Amtsbezirke Frisches Haff, Anteil Kreis Fischhausen und Frisches Haff, Anteil Kreis Königsberg i. Pr. einschließlich der dazugehörigen Gutsbezirke zum Amtsbezirk Frisches Haff (Anteil Kreis Samland).

## Weichselhaffkanal

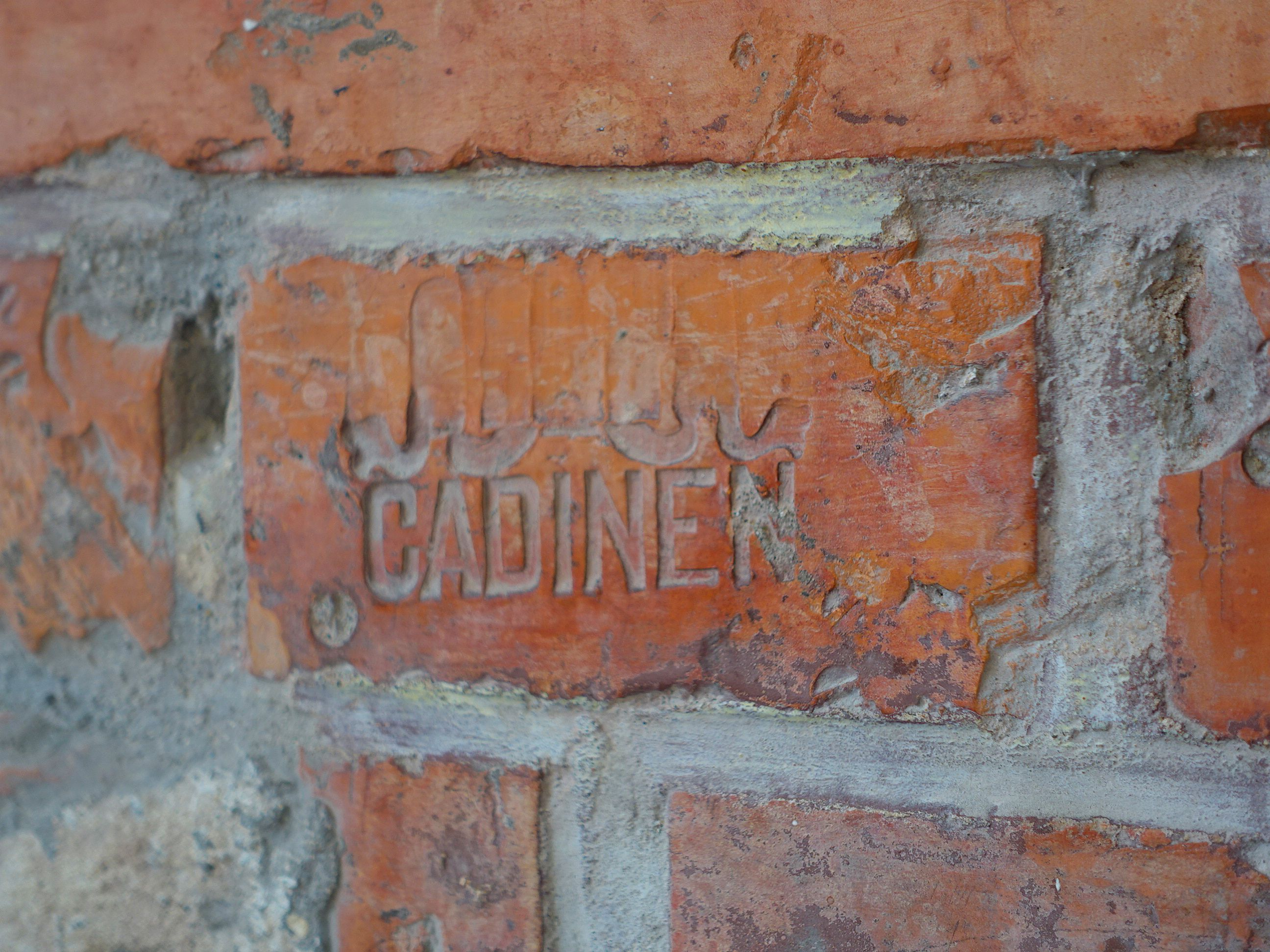
Ziegel vom Haff

Vergessen ist die Binnenwasserstraße, die Königsberg mit Danzig verband und so die Nutzung des Seewegs über die Ostsee vermeidbar machte: Vom Frischen Haff führte der Weichselhaffkanal zur Weichsel. Er wurde 1845–1850 erbaut und war 19,7 km lang bei 2,1 m mittlerer Tiefe. Noch in den 1930er Jahren war diese Wasserstraße wichtig für die ausgedehnte Ziegelindustrie an der Haffküste und für den Obsthandel.

## Neue Seeverbindung

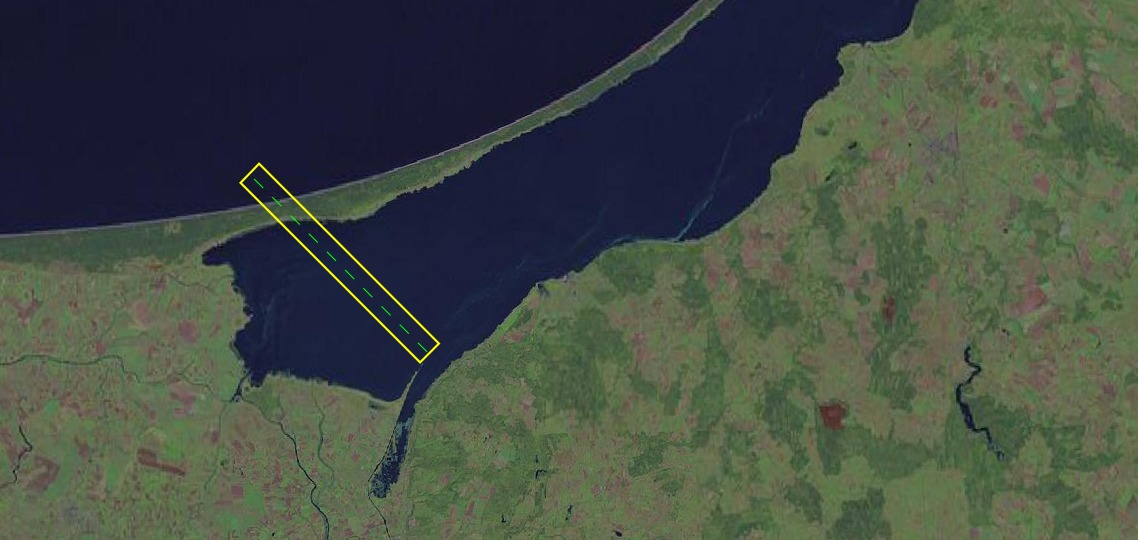
Kanal durch die Frische Nehrung

Am 17. September 2022 wurde der Kanal durch die Frische Nehrung auf polnischem Staatsgebiet eröffnet. Damit soll der Hafen von Elbląg reaktiviert werden, der darunter litt, dass bis dahin die einzige schiffbare Verbindung zur Ostsee, das Pillauer Tief, auf russischem Gebiet liegt. Der neue Kanal verkürzt auch die Länge des Schiffswegs von Elbląg nach Danzig von rund 180 km auf ca. 77 km.